# Herbert Ernst Wiegand
Herbert Ernst Wiegand (* 8. Januar 1936; † 3. Januar 2018) war ein deutscher Germanist, Wörterbuchforscher, Universitätsprofessor und Wissenschaftsorganisator.

## Leben und Werk
Herbert Ernst Wiegand absolvierte ein Studium der Philosophie, Geschichte, Germanistik und der Politikwissenschaft, das er 1966 mit dem Staatsexamen in Germanistik und Politikwissenschaft abschloss. 1968 erfolgte seine Promotion. Im Jahr 1972 wurde Wiegand Professor für theoretische Linguistik am Fachbereich 8, Allgemeine und germanistische Linguistik und Philologie, an der Philipps-Universität Marburg. Nach einer Tätigkeit an der Universität Düsseldorf (1974–77) wirkte er von 1977 bis zu seiner Emeritierung im Jahr 2004 an der Ruprecht-Karls-Universität Heidelberg.
Wiegands Forschungsschwerpunkte waren die Semantik und die Wörterbuchforschung. Insbesondere letztere hat er im deutschsprachigen Raum maßgeblich durch eine Vielzahl an Publikationen geprägt. Darüber hinaus war Wiegand Mitbegründer und/oder Mitherausgeber mehrerer für die Sprachwissenschaft und die Wörterbuchforschung zentraler Fachzeitschriften und Buchreihen (u. a. Zeitschrift für germanistische Linguistik (ZGL), Reihe Germanistische Linguistik (RGL), Handbücher zur Sprach- und Kommunikationswissenschaft (HSK), Lexicographica. Internationales Jahrbuch für Lexikographie).

## Veröffentlichungen (Auswahl)
Eine ausführliche Bibliographie findet sich auf Wiegands Website.
- Zur Methodologie der Wörterbuchforschung: Ausgewählte Untersuchungs- und Darstellungsmethoden für die Wörterbuchform. In: Lexicographica 26. 2010, 249–350.
- (Mit Mª Teresa Fuentes Morán:) Estructuras lexicográficas. Aspectos centrales de una teoria de la forma del diccionario. Granada: Tragacanto 2010.
- Internationale Bibliographie zur germanistischen Lexikographie und Wörterbuchforschung. Mit Berücksichtigung anglistischer, nordistischer, romanistischer, slavistischer und weiterer metalexikographischer Forschungen. 3 Bde. Berlin: de Gruyter 2006–2007.
- Kleine Schriften. Eine Auswahl aus den Jahren 1970 bis 1999 in zwei Bänden. Bd. 1: 1970–1988; Bd. 2: 1988–1999. Hrsg. v. Matthias Kammerer und Werner Wolski. Berlin: de Gruyter 2000.
- Wörterbuchforschung. Untersuchungen zur Wörterbuchbenutzung, zur Theorie, Geschichte, Kritik und Automatisierung der Lexikographie. 1. Teilbd. Mit 159 Abbildungen im Text. Berlin: de Gruyter 1998.
- als Hrsg.: Studien zur neuhochdeutschen Lexikographie I (= Germanistische Linguistik. Band 3–4/79). Hildesheim / New York 1981.

Festschrift
- Andrea Lehr (Hrsg.): Sprache im Alltag. Beiträge zu neuen Perspektiven in der Linguistik. Herbert Ernst Wiegand zum 65. Geburtstag gewidmet. de Gruyter, Berlin 2001, ISBN 3-11-016456-6.

## Auszeichnungen
- 1996 	Ehrendoktor an der Universität Aarhus
- 2000 	Ehrendoktor an der Universität Sofia
- 2006 	Ehrendoktor an der Universität Stellenbosch[2]